# Carla Rabitti
Carla Rabitti Bedogni (Modena, 1939) è un'economista e giurista italiana.
È stata Commissario CONSOB dal 2002 al 2007 e membro dell'Autorità Garante della Concorrenza e del Mercato dal 2007 al 2013. Dal 26 novembre 2013 è presidente dell’Organismo di Vigilanza e tenuta dell’Albo Unico dei Consulenti Finanziari (OCF).
È stata Membro della Commissione per la riforma del diritto delle società di capitali per la parte amministrazione e controllo e della Commissione per il Testo Unico delle Assicurazioni e del diritto fallimentare, designata dall'allora governo in carica.
Ha insegnato all'Università La Sapienza, come professore ordinario di diritto dell'economia e Direttore Scientifico del master di secondo livello in Diritto Comunitario e interno degli Intermediari Bancari Finanziari e Assicurativi.
Per dieci anni è stata membro del CDA di una società primaria nella gestione dei risparmi (FIDEURAM).
È stata a capo di un team di consulenza di Ernst & Young (oggi EY) su problemi di corporate governance e corporate social responsability.
Ha al suo attivo più di 100 pubblicazioni.

## Premi e riconoscimenti
Ha ricevuto il Premio Minerva per la finanza 2005.
Ha ricevuto il Premio Bellisario alla carriera 2008.